# Grzegorz Kaleta
Grzegorz Kaleta, född den 21 maj 1970 i Elbląg, Polen, är en polsk kanotist.
Han tog bland annat VM-silver i K-4 10000 meter i samband med sprintvärldsmästerskapen i kanotsport 1990 i Poznań.